# Rio Barreiro de Baixo
Rio Barreiro de Baixo är ett vattendrag i Brasilien.   Det ligger i delstaten Rio de Janeiro, i den sydöstra delen av landet, 800 km sydost om huvudstaden Brasília.
Omgivningarna runt Rio Barreiro de Baixo är huvudsakligen savann. Runt Rio Barreiro de Baixo är det ganska tätbefolkat, med 166 invånare per kvadratkilometer.